# 阿蓋特 (科羅拉多州)
阿盖特（英語：Agate）是位於美國科羅拉多州艾伯特縣的一個非建制地區。該地的面積和人口皆未知。

## 地理
阿盖特的座標為39°27′43″N 103°56′31″W / 39.46194°N 103.94194°W，而該地的平均海拔高度為1660米（即5446英尺）。